# 31e brigade mécanisée (Ukraine)
Pour les articles homonymes, voir 31e brigade.
La 31e brigade mécanisée (en ukrainien : 31-ма окрема механізована бригада, abrégé en 31 ОМБр ; numéro d'unité militaire A4773) est une grande unité d'infanterie mécanisée de l'Armée de terre ukrainienne.

## Historique

### Invasion russe de l'Ukraine

#### Contre-offensive de Zaporijjia (juin - septembre 2023)
La brigade est créée le 17 février 2023, dans le cadre de l’extension de l’armée ukrainienne en prévision de la contre-offensive estivale de 2023.
La brigade entre en action pour la première fois le 4 juin 2023, menant des attaques locales avec des unités de la 23e brigade mécanisée et de la 37e brigade d'infanterie navale dans le secteur de Velyka Novossilka, contre les positions du 71e régiment de fusiliers motorisés et de la 37e brigade de fusiliers motorisés de la Garde de l'armée russe,. Elle attaque notamment sans succès les villages de Storozheve et Rivnopil sur la rive occidentale de la rivière Mokri Yaly subissant des pertes, au moins 15 hommes sont tués et plusieurs véhicules International MaxxPro perdus. Le 25 juin, le 2e bataillon libère le village de Rivnopil dans l'oblast de Donetsk. Durant le reste de la contre-offensive, elle reste positionnée en face de Pryyutne sur le flanc ouest de l'axe Velika Novosilka-Berdiansk aux côtés des troupes de marines ukrainiennes.

#### Secteur d'Avdiïvka - Pokrovsk (octobre 2023 - juillet 2024)
À partir du mois d'octobre 2023, les 31e et 47e brigade mécanisées sont prélevées du front sud pour aller en renfort dans le secteur d'Avdiïvka afin de faire face à l'offensive russe en cours. Déployée sur le flanc gauche de la 47e, elle tient des positions au nord de la voie ferrée. En janvier 2024, la brigade est plutôt employée dans le secteur de Novomykhaïlivka au sud de Marïnka pour soutenir la 79e brigade d'assaut aérien qui repousse depuis plusieurs mois les assauts sur le village. En avril, elle repousse de nombreuses tentatives d'assaut russes en direction du village de Pobieda, à quelques kilomètres au nord de Novomykhailivka. Dans la seconde quinzaine de juillet, la première ligne défensive à proximité de Prohres entre Avdiïvka et Pokrovsk, occupée par la 31e brigade mécanisée, est prise d'assaut par de nombreuses unités russes et franchie. La deuxième ligne, défendue par des éléments de la 151e brigade mécanisée récemment créée, ne peut résister à la pression et les troupes ennemies prennent le village. Le 25 juillet, à la suite de la chute de Prohres, une quarantaine d'hommes des 1er et 3e bataillons de la brigade qui maintenaient quelques fortifications au nord du village sont isolés et encerclés,. Dans la nuit du 25, et après cinq jours d'encerclement ils se retirent vers l'ouest ; grâce au soutien du reste de la brigade et des éléments de la 47e brigade mécanisée,,.

## Structure

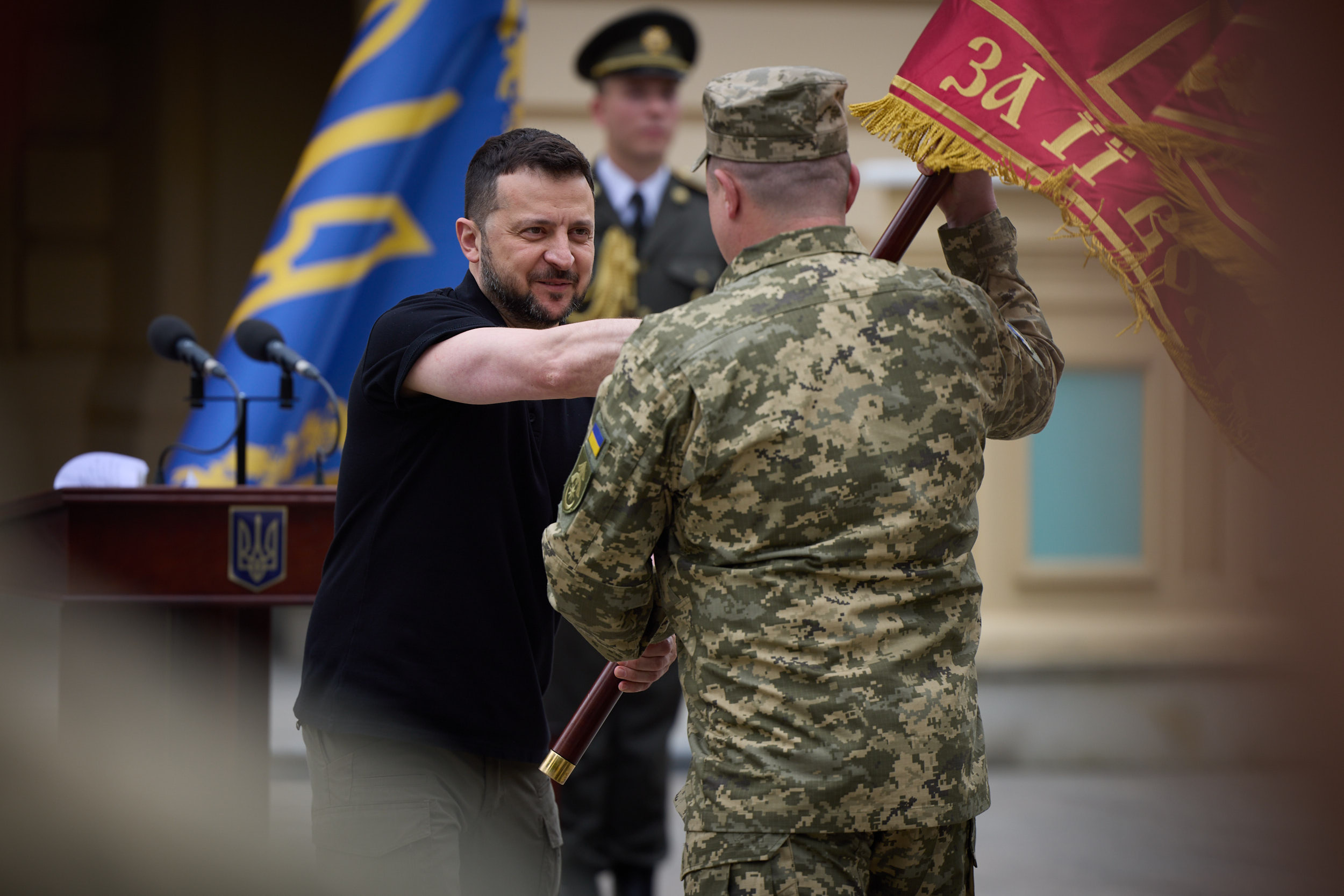
La 31e recevant son drapeau le Jour de l'infanterie, 6 5 2024, des mains du Président Zelensky, de face.

### Ordre de bataille
- État-major de la brigade,
  - 
    -  compagnie de protection du QG ;

  -  1er bataillon mécanisé ;
  -  2e bataillon mécanisé ;
  -  3e bataillon mécanisé ;
  -  45e bataillon de fusiliers (unité militaire ?) ;
  -  Bataillon de chars ;
  -  Groupe d'artillerie de la brigade :
    - batterie de contrôle et d'acquisition de cibles ;
    - 1er bataillon d'artillerie automotrice [17] ;
    - 2e bataillon d'artillerie ;
    - Bataillon de lance-roquettes multiples (BM-21 Grad) ;

  -  Bataillon de drones ;
  -  Bataillon antiaérien ;
  -  compagnie de reconnaissance ;
  -  Bataillon du génie ;
  -  Bataillon logistique ;
  -  Compagnie de transmissions ;
  -  Bataillon de maintenance ;
  -  Compagnie de radar (désignation d'objectifs) ;
  -  Compagnie médicale (soins et évacuation) ;
  -  Compagnie de protection NRBC.

### Équipements
Elle est équipée d'une part de matériels issus de l'Union soviétique comme les chars T-64BV et d'obusier D-30 de 122 mm et de matériels aux normes OTAN comme les obusiers automoteurs M109L (envoyés par l'Italie) ou les International MaxxPro.